# Cascara
De cascara (Rhamnus purshiana) is een plant uit de wegedoornfamilie (Rhamnaceae). De soort komt van nature voor in het westen van Noord-Amerika van Zuid- Brits-Columbia tot Californië en in het binnenland tot West-Montana.
De cascara is de grootste soort uit zijn geslacht. De plant wordt tot 15 m hoog, maar wordt meestal aangetroffen als een grote struik of kleine boom van 5–10 m hoog met een stam van 20-50 cm breed. De schors is bruin tot zilvergrijs. De bladeren zijn 5-15 cm lang en 2-5 cm breed. De plant verliest zijn bladeren in de winter. De bloemen zijn 4-5 mm breed en bestaan uit vijf groenachtig gele kroonbladeren. De vrucht is een 0,6-1 cm grote bes. De bessen zijn eerst helder rood, maar worden al snel dieppaars tot zwart. Elke bes bevat drie zaden.

## Gebruik
De gedroogde schors van de plant wordt al minstens 1000 jaar gebruikt door zowel de oorspronkelijke bewoners als immigranten van Amerika als een natuurlijk medicijn. Deze wordt commercieel "Cascara Sagrada" genoemd, maar in de volksmond heet het ook wel "chitticum bark". Cascara Sagrada betekent "heilige schors" in het Spaans.
Het middel is een laxeermiddel, en wordt al lange tijd als dusdanig gebruikt door de indianen. In de Verenigde Staten werd het in 1877 geaccepteerd voor medische doeleinden en tegen 1890 had de plant de bessen van het Europese sporkehout vervangen als belangrijkste laxeermiddel.
De schors wordt voornamelijk van wilde bomen geoogst. Na de oogst wordt de schors nog een jaar bewaard om het effect wat te verminderen. Vers geoogste schors kan namelijk braken en diarree tot gevolg hebben.
Op 9 mei 2002 stelde de U.S. Food and Drug Administration een regel in die het gebruik van cascara sagrada als ingrediënt voor laxeermiddelen verbiedt.